# スーザン・ティレル
スーザン・ティレル（Susan Tyrrell, 1945年3月18日 - 2012年6月16日）は、アメリカ合衆国の女優、声優である。

## 来歴
1945年にカリフォルニア州サンフランシスコに生まれる。父親はタレント・エージェントとして働いていた。ニューヨークで女優活動を開始して、最初の舞台はアート・カーニーとの共演作『Time Out For Ginger』だった。その後も様々な舞台へ出演してキャリアを積んでいき、1971年にグレゴリー・ペック主演の『新・ガンヒルの決斗』で映画デビューを果たす。翌年出演したジョン・ヒューストン監督でジェフ・ブリッジス主演の『ゴングなき戦い』で、その演技力が高く評価されて同年のアカデミー助演女優賞にもノミネートされた。また1977年に出演したアンディ・ウォーホルのプロダクションによって製作されたスリラー映画『アンディ・ウォーホルのBAD』ではサターン助演女優賞も受賞している。
それ以来、女優としての地位を着実に築き様々な映画へ出演。カルト映画への出演も多く、ドナ・ウィルクス主演の女子高生の表と裏をテーマにした『エンジェル』のソリー役や、リチャード・エルフマン監督による低予算映画『フォービデン・ゾーン』での地下帝国の女帝役、ジョン・ウォーターズが若きジョニー・デップを起用して監督した『クライ・ベイビー』でのロマーナ・リケッツ役などがある。『フォービデン・ゾーン』においてはその歌声も披露しており、発売された同映画のサウンドトラックではダニー・エルフマン作曲によるティレルの歌声も収録された。

### 私生活
血液疾患の本態性血小板血症を患い、2012年にテキサス州オースティンで死去。67歳だった。

## 出演作品

### 映画
- 新・ガンヒルの決斗 Shoot Out (1971)
- Been Down So Long It Looks Like Up to Me (1971)
- 教授の異常な体験 The Steagle (1971)
- ゴングなき戦い Fat City (1972) ※アカデミー助演女優賞ノミネート
- Catch My Soul (1974)
- 西部に来た花嫁 Zandy's Bride (1974)
- To Kill the King (1974)
- キラー・インサイド・ミー The Killer Inside Me
- ラルフ・バクシのウィザーズ Wizards (1977) ※声の出演
- 海流のなかの島々 Islands in the Stream (1977)
- アンディ・ウォーホルの BAD Bad (1977)
- I Never Promised You a Rose Garden (1977)
- ジェームズ・ディーンにさよならを September 30, 1955 (1977)
- 続・男と女 Un autre homme, une autre chance (1977)
- Lady of the House (1978)
- ビバリーヒルズLOVEゲーム/ テニスコーチはタマさばきがお上手 Racquet (1979)
- Willow B: Women in Prison (1980) ※テレビ映画
- ビル・マーレイの珍作フライド・ムービー Loose Shoes (1980)
- Subway Riders (1981) ※テレビ映画
- 深夜の断崖・黒いレースの女 Midnight Lace (1981)
- 町でいちばんの美女/ ありきたりな狂気の物語 Storie di ordinaria follia (1981)
- Night Warning (1982)
- フォービデン・ゾーン Forbidden Zone (1982)
- Fast-Walking (1982)
- 初恋物語 Liar's Moon (1982)
- What's Up, Hideous Sun Demon (1983)
- The Killers (1984)
- エンジェル Angel (1983)
- ファイヤー＆アイス Fire and Ice (1983) ※声の出演
- ジェラシー Jealousy (1984) ※テレビ映画
- ストリート・エンジェル/ 復讐の街角 Avenging Angel (1985)
- グレート・ウォリアーズ/欲望の剣 Flesh+Blood (1985)
- ロバート・ミッチャム/ 男たちの勲章 Thompson's Last Run (1986) ※テレビ映画
- トラブル学園 クレイジー・レッスン The Underachievers (1987)
- The Offspring (1987)
- テープヘッズ Tapeheads (1988)
- 神々の風車 Windmills of the Gods (1988)
- ピーウィー・ハーマンの空飛ぶサーカス Big Top Pee-wee (1988)
- ネバダ・ミステリー 静けさは危険な香り Far from Home (1989)
- ロッキュラ Rockula (1990)
- クライ・ベイビー Cry-Baby (1990)
- モトラマ/ 5億ドルを狙え! Motorama (1991)
- デモリショリスト The Demolitionist (1995)
- Digital Man (1995)
- パウダー Powder (1995)
- Pink as the Day She Was Born (1997)
- リラックス Relax... It's Just Sex (1998)
- バディ・ボーイ Buddy Boy (1999)
- Swap Meet (1999)
- ボブ・ディランの頭のなか Masked and Anonymous (2003)
- The Boneyard Collection (2006)
- Kid-Thing (2012)

### テレビドラマ
- ミスター・ノバック Mr. Novak (1964)
- ボナンザ Bonanza (1971)
- 刑事バレッタ Baretta (1975)
- 刑事スタスキー&ハッチ Starsky and Hutch (1977)
- 刑事コジャック Kojak (1978)
- Flying High (1979)
- Visions (1979)
- Open All Night (1981 - 1982)
- MacGruder and Loud (1985)
- 明日があるなら If Tomorrow Comes (1986)
- ヒッチハイカー The Hitchhiker (1987)
- Shades of LA (1991)
- ウイングス Wings (1992)
- ハリウッド・ナイトメア Tales from the Crypt (1995)

### テレビアニメ
- エクストリーム・ゴーストバスターズ Extreme Ghostbusters (1997)
- I am ウィーゼル I Am Weasel (1997)
- カウ&チキン Cow and Chicken (1997)

### その他
- ボディ・ヒート/ 3人目の美少女 Poison Ivy: The New Seduction (1997) ※オリジナルビデオ
- The Devil's Due at Midnight (2004) ※ビデオ短編作品
- Pieces of Dolores (2007) ※短編
- Flexing with Monty (2010) ※ビデオ作品